# Oreogeton
Oreogeton is een geslacht van insecten uit de familie van de dansvliegen (Empididae), die tot de orde tweevleugeligen (Diptera) behoort.

## Soorten
- O. basalis (Loew, 1856)
- O. capnopterus Melander, 1928
- O. cymballista Melander, 1928
- O. heterogamus Melander, 1928
- O. mitrephorus Melander, 1928
- O. obscura (Loew, 1864)
- O. rufa (Loew, 1864)
- O. scopifera (Coquillett, 1900)
- O. xanthus Melander, 1945